# Anton Höller
Anton Höller [héler], slovenski skladatelj in organist avstrijskega rodu , * ~ 1760, Neunkirchen pri Dunajskem Novem mestu, Avstrija, † 30. oktober 1862, Ljubljana.
Anton Höller spada v skupino na Slovenskem naturaliziranih tujcev, med katerimi so bili poleg njega tudi Gašpar Mašek, Josip Mikš, Leopold Ferdinand Schwerdt, Janez Slavik in drugi, ki so s svojim ustvarjalnim delom vplivali na razvoj slovenske glasbe. V glavnem so bili to poklicni glasbeniki, ki so pisali cerkvene, posvetne, komorne in orkestralne skladbe, maše in oratorije. Prišli so v naše kraje iskat zaslužka. V glasbi so se izobrazili doma, kjer je bilo gotovo več možnosti šolanja.

## Življenje in delo
Höller je bil od leta 1800 do smrti organist in regens cori (zborovodja, kapelnik) pri Stolnici svetega Nikolaja v Ljubljani; njeno glasbeno kapelo je dvignil na visoko umetniško raven. Iz njegove ustvarjalnosti je ohranjenih nekaj sakralnih skladb (maše, Te Deum) za štiriglasni zbor ali nekaj solistov z instrumentalno spremljavo;ki kažejo pretežno klacisistično usmerjenost. Höller je tudi avtor komornih in koncertnih skladb, znanih le po naslovih.